# Färöischer Personenname
Die färöischen Personennamen ähneln denen anderer skandinavischer Länder, mit der Besonderheit, dass bei Nachnamen das patronymische bzw. metronymische System alternativ angewendet werden kann.
Grundsätzlich gilt, dass Reichsbürger Dänemarks, die auf den Färöern wohnen (alle Bürger der Färöer), gehalten sind, ihren Kindern färöische Namen zu geben, wie sie in der offiziellen Namensliste auftauchen. Nicht-färöische Vornamen dürfen nur dann vergeben werden, wenn ein Familienangehöriger (z. B. eine Großmutter) bereits einen solchen Namen trug. 

## Vornamen
Die mit Stand 2004 häufigsten männlichen Vornamen sind (oft in Kombination mit zweiten, veraltend mit dritten Vornamen): Hans, Jógvan, Jákup (vgl. Jakob), Poul (vgl. Paul) und Petur (vgl. Peter). Bei den weiblichen Vornamen sind dies: Anna, Maria, Katrin, Elin und Marjun (vgl. Marion).
Im Geburtsjahrgang 2002 standen Elin und Marjun nicht mehr so hoch im Kurs. Auffallend sind hier beliebte Namen wie Sára, Lea und Bjørk. Den Namen gibt es bei Färingerinnen sonst nur in der Form Bjørg, hier spielt also offensichtlich die berühmte isländische Künstlerin als Namensgeberin eine Rolle. Bei den Jungen sind Jógvan und Hans etwas aus der Mode gekommen, während mit Stand 2004 neben den oben genannten folgende Namen sehr beliebt sind: Markus, Brandur (vielleicht ebenfalls durch den gleichnamigen Musiker Brandur Enni begünstigt) und Aron.

## Nachnamen

### Feste Familiennamen
Als feste Familiennamen werden diejenigen Namen bezeichnet, die über die Generationen weitergegeben werden. Oft sind dies Namen wie Jacobsen (dänische Schreibweise), die ursprünglich patronymischer Herkunft sind, einer der Vorfahren also Sohn des Jacob war. Mit dem dänischen Namensgesetz von 1837 wurde das patronymische System ausgesetzt, bis es erst 1992 wieder auf den Färöern eingeführt wurde.
Mit Stand 2004 sind die drei häufigsten färöischen Familiennamen mit jeweils über 2.000 Angehörigen: Joensen, Hansen und Jacobsen. Dabei finden sich unter den 100 häufigsten färöischen Familiennamen acht Namen, die aufgrund ihrer Schreibweise offensichtlich deutscher Herkunft sind, zum Beispiel Müller, Winther und Lützen (→ z. B. die Grafikerin Elinborg Lützen).

### Patro- und metronymische Nachnamen
Seit dem färöischen Namengesetz vom 8. Oktober 1992 gilt das in Island erhalten gebliebene patronymische (und metronymische) System der Nachnamen (vgl. Isländischer Personenname) auf den Färöern alternativ. Söhne können also einen Familiennamen nach dem Vornamen der Mutter oder des Vaters mit dem Kompositionselement -son bekommen und Töchter analog mit -dóttir. Im Juli 2004 wird gemeldet, dass dies auch künftig für Färingerinnen und Färinger möglich ist, die in Dänemark wohnen.
Diese Vater- und Mutternamen werden nicht an die Nachkommen vererbt, sodass über die Generationen Angehörige derselben Familie ganz unterschiedliche Nachnamen annehmen können.

## Rechtschreibung
Färöische Vornamen werden wie alle Substantive in der färöischen Sprache gebeugt. Das bedeutet, dass es in der Rechtschreibung und Aussprache bis zu vier verschiedene Formen eines Namens geben kann, je nachdem ob er im Nominativ, Akkusativ, Dativ oder Genitiv steht (die Pluralformen außer Acht gelassen). Feste Nachnamen werden nicht gebeugt, die patro- bzw. metronymischen Namen jedoch immer. Hierbei ist zu beachten, dass ein Name wie Jákupsson nur dann ein patronymischer Name ist, wenn sein männlicher Träger der Sohn eines Jákup ist. Ist es hingegen ein fester Familienname (aus dänisch Jacobsen re-faeroisiert), dann wird er nicht gebeugt. Dementsprechend sind alle Namen auf -dóttir immer zu beugen, da diese Formen niemals feste Familiennamen sein können.
Die Kompositionsglieder -son und -dóttir werden stets an den Genitiv des entsprechenden Elternteils angefügt. Wenn der Nachname gebeugt wird, verändert sich der Genitiv des ersten Teils nicht.
Beispiel: Eivør Pálsdóttir ist die Tochter von Páll (= Paul, Genitiv: Páls), also appellativisch Páls dóttir; folglich heißt sie mit ihrem patronymischen Namen zusammengeschrieben Pálsdóttir. – „Konzert mit Eivør Pálsdóttir“ heißt auf Färöisch konsert við Eivør Pálsdóttur (Dativ von Eivør und Dativ von Pálsdóttir).

### Deklinationen
Die Nummerierung der Klassen (Deklinationen) folgt dem Buch An Introduction to Modern Faroese von W. B. Lockwood. Das neuere Buch Faroese. An Overview and Reference Grammar kennt jeweils 6 Klassen für Nomen im Maskulinum und Femininum. Für die unten stehende Darstellung reicht die erstgenannte Systematik aus, weil die möglichen Pluralformen der Eigennamen zu vernachlässigen sind.

#### Männliche Namen
|           | 1. Klasse Nom. -ur, Gen. -s | 2. Klasse Nom. -ur, Gen. -ar | sonur = Sohn, als Suffix stets ohne -ur im Nom. | 3. Klasse Nom. -i, Gen. -a |
| Nominativ | Brandur                     | Bárður                       | -son                                            | Sverri                     |
| Akkusativ | Brand                       | Bárð                         | -son                                            | Sverra                     |
| Dativ     | Brandi                      | Bárði                        | -soni / -syni*                                  | Sverra                     |
| Genitiv   | Brands                      | Bárðar                       | -sonar                                          | Sverra                     |

*Gehobener, in der Schriftsprache empfohlener Stil. Unregelmäßige Form mit Umlaut

#### Weibliche Namen
Während die jeweilige Beugung der männlichen Namen auf -ur auswendig gelernt werden muss, folgen die weiblichen Namen grundsätzlich zwei einfachen Paradigmen: 
1. Alle Namen, die nicht auf -a enden (Klasse 1–3), haben im Nominativ, Akkusativ und Dativ die gleiche Form, und im Genitiv wird -ar angehängt. Einige interne Unregelmäßigkeiten bezüglich bestimmter Stammvokale und Endungen in dieser Deklination werden unten exemplarisch als Beispiel genannt.
2. Alle weiblichen Namen auf -a im Nominativ (also der lexikalischen Grundform. Klasse 4) tragen in allen anderen Fällen im Singular ein -u am Ende.

|           | 1. – 3. Klasse Gen. -ar | 1. Klasse optional** bei Namen auf -un und -in | 4. Klasse Nom. -a | unregelmäßig dóttir = Tochter |
| Nominativ | Eyðvør                  | Guðrun                                         | Helena            | -dóttir                       |
| Akkusativ | Eyðvør                  | Guðruna                                        | Helenu            | -dóttur                       |
| Dativ     | Eyðvør                  | Guðruni                                        | Helenu            | -dóttur                       |
| Genitiv   | Eyðvarar*               | Guðrunar                                       | Helenu            | -dóttur                       |

*Bei Namen mit ø in der Wurzel tritt im Genitiv Sg. der Umlaut a auf.

**In der Schriftsprache empfohlener Stil, umgangssprachlich nicht zwingend. Guðrun, Guðrun, Guðrun, Guðrunar ist akzeptabel.